# 김대업 (체육인)
김대업은 대한민국의 축구 행정가이다.

## 주요 경력
- 대한민국 축구 국가대표팀 주무위원(1999년 12월 1일 ~ 2006년 8월 21일)
- 대한축구협회 경기국 경기과장(2006년 8월 21일 ~ 2013년 5월 13일)
- 대한축구협회 기획실 실장(2013년 5월 13일)